# Lotnisko Kielce-Masłów
Lotnisko Kielce-Masłów (kod ICAO: EPKA) – cywilne lotnisko sportowe, znajdujące się w miejscowości Masłów Pierwszy, w gminie Masłów, w powiecie kieleckim, w województwie świętokrzyskim.
Z inicjatywą budowy lotniska wystąpił Kielecki Okręg Ligi Obrony Powietrznej i Przeciwgazowej (LOPP). Początki lotniska sięgają 1932 roku, kiedy to teren pod budowę lotniska przejęło Ministerstwo Spraw Wojskowych. Po pięciu latach budowy lotnisko zostało uroczyście otwarte 27 czerwca 1937 roku, a właścicielem terenu został LOPP. W dniach 10–23 lipca 1938 roku na lotnisku odbyły się VI Krajowe Zawody Szybowcowe.
28 grudnia 2012 roku prezes zarządu lotniska przesłał do sądu gospodarczego wniosek o ogłoszenie upadłości spółki. Powodem jest zajęcie kont spółki przez urząd skarbowy, w wyniku powstania zaległości wynoszących około 800 tys. zł z niepłacenia podatku od nieruchomości na rzecz gminy Masłów.